# OTH
OTH is de afkorting voor het Engelse begrip Over-the-horizon radar ("achter-de-horizon radar"), de benaming voor een ontwerpconcept voor een lange-afstandswaarschuwingsradarsysteem, waarbij doelen op zeer verre afstand kunnen worden waargenomen, soms tot duizenden kilometers ver. Een andere minder gebruikte Engelse benaming voor het systeem is beyond the horizon (BTH). Een Nederlandse benaming voor het systeem is niet bekend.

## Werking
Radiogolven zijn een vorm van elektromagnetische straling en verlopen doorgaans over rechte lijnen. Dit zorgt er over het algemeen voor dat het detectiebereik van radarsystemen met betrekking tot objecten op hun horizon beperkt is, vanwege de kromming van de aarde. Een radar die bijvoorbeeld is bevestigd aan de top van een 10-meter hoge mast heeft een horizonbereik van ongeveer 13 kilometer, waarbij de effecten van atmosferische refractie zijn meegenomen. Als het doel zich boven het oppervlak bevindt, wordt het bereik dus vergroot. Een doel op 10 meter hoogte kan zo door dezelfde radar tot op 26 kilometer worden waargenomen. In het algemeen is het niet praktisch om radarsystemen te bouwen die een zichtlijn hebben van meer dan een paar honderd kilometer. OTH-radars maken gebruik van verschillende technieken om achter de horizon te kijken, waardoor ze met name geschikt zijn in hun rol als vroegtijdige waarschuwingsradar (early warning radar).
De gebruikelijkste methode bij het bouwen van een OTH-radar is het gebruik van ionosferische reflectie. Er is slechts één frequentiebereik dat deze eigenschappen vertoont: het spectrum van 3 tot 30 MHz op de korte golf (high frequency). Bij bepaalde omstandigheden in de atmosfeer worden radiosignalen in dit frequentiebereik terug gereflecteerd naar de grond. De 'juiste' frequentie hangt af van de condities in de atmosfeer die op dat moment gelden, zodat systemen die gebruikmaken van ionosferische reflectie meestal gebruikmaken van systemen die de ontvangst van weerkaatste signalen monitoren om zo de frequentie van het uitgestuurde signaal continu bij te kunnen stellen.
Na reflectie van de atmosfeer zal een klein deel van het signaal terugreflecteren vanaf de grond naar de lucht en een klein deel daarvan terug naar de uitzender. Door het verlies bij elke reflectie is dit "terugverstrooiings"-signaal extreem klein, hetgeen een van de redenen vormde waarom OTH-radars niet praktisch waren tot de jaren 60 van de 20e eeuw, toen de eerste extreem ruisarme versterkers werden ontworpen.
Doordat zowel de bodem als het zeeoppervlak deze signalen reflecteren, moet er gebruik worden gemaakt van systemen die de 'doelen' kan onderscheiden van het achtergrondgeluid. De makkelijkste manier om dit te doen is door gebruik te maken van het dopplereffect, waarbij de frequentieverschuiving die wordt veroorzaakt door bewegende objecten wordt gebruikt om hun snelheid te meten. Door het hele terugverstrooiingsignaal eruit te filteren nabij de oorspronkelijke uitgezonden frequentie, worden bewegende doelen zichtbaar. Dit basisconcept wordt gebruikt bij bijna alle moderne radars, maar bij OTH-systemen wordt het aanmerkelijk complexer doordat gelijksoortige effecten ontstaan door de beweging van de ionosfeer.
De resolutie van elke radar hangt af van de breedte van de straal en het bereik tot het doel. Zo ziet bijvoorbeeld een radar met een straalbreedte van een halve graad en een doel op 120 kilometer afstand het doel als zijnde 1 kilometer breed. Vanwege de lange afstanden waarover OTH-radars worden gebruikt, wordt de resolutie meestal gemeten in tientallen kilometers. Hierdoor is het systeem grotendeels waardeloos voor het opzoeken van doelen, maar als vroegtijdig waarschuwingssysteem voldoet het goed. Om een straalbreedte van een halve graad te verkrijgen op de korte golf, is een gordijnantenne (antenna array) benodigd van enkele kilometers breed.

## Geschiedenis
OTH-radarsystemen werden ingezet vanaf de jaren 50 als vroegtijdige waarschuwingssystemen, maar over de loop van de tijd werden deze vervangen door het Airborne Warning And Control System (AWACS). Recentelijk maakt het OTH-radarsysteem een 'comeback' doordat de noodzaak voor accuratesse bij het afspeuren van het luchtruim over de lange afstand ingeboet heeft aan belang doordat de Koude Oorlog is afgelopen en er wordt gezocht naar minder dure grondstations, die kunnen worden ingezet voor maritieme verkenning en drugshandhaving.
Veel van het vroege onderzoek naar OTH-systemen werd uitgevoerd in het Amerikaanse Naval Research Laboratory onder leiding van natuurkundige William J. Thaler. Het werk werd omgedoopt tot "Project Teepee" (Thaler's project). In 1955 voltooide het team haar eerste experimentele systeem; MUSIC (Multiple Storage, Integration, and Correlation; "meervoudige opslag, integratie en correlatie"), waarmee raketlanceringen konden worden opgespoord tot op bijna 1000 kilometer (600 mijl) verderop bij Cape Canaveral in Florida, alsook kernproeven in Nevada op ruim 2700 kilometer (1700 mijl) afstand. Zes jaar later, in 1961, werd aan de Chesapeake Bay (Amerikaanse oostkust) een sterk verbeterd systeem uitgebracht genaamd MADRE (Magnetic-Drum Radar Equipment; "magnetische-trommelradaruitrusting"), die een testopstelling vormde voor een operationele radar. Beide systemen waren gebaseerd op het vergelijken van terugontvangen signalen die werden opgeslagen op trommelgeheugens (magnetic drums), hetgeen destijds de enige beschikbare opslagsystemen waren met hoge snelheid.
Eind jaren 60 werd het eerste operationele OTH-radarsysteem ontwikkeld; het Brits-Amerikaanse Cobra Mist. Dit systeem maakte gebruik van een enorme radiozender van 10 MW en kon vliegtuigen spotten boven het westelijk deel van de Sovjet-Unie vanaf haar locatie in het Britse Suffolk. De testen voor het systeem begonnen in 1972, maar door een onverwachte ruisbron kon het uiteindelijk niet worden ingezet. Uiteindelijk werd het project een jaar later stopgezet, zonder dat men de bron van de ruis had achterhaald.
De sovjets waren in dezelfde periode ook bezig met het ontwikkelen van gelijksoortige systemen. Al in 1946 werd het idee opgevat om een dergelijk systeem op te zetten voor detectie tot 3000 kilometer. In 1949 zag het eerste systeem het licht. Een paar jaar later was men in staat om 2500 kilometer verderop raketlanceringen op Kosmodroom Bajkonoer te detecteren. Er werd een onderzoeksinstituut voor langeafstandsradiocommunicatie opgezet, waar aan OTH-radarsystemen werd gewerkt. In 1970 werd onder leiding van F.A. Koezmin het eerste prototype opgesteld bij de Oekraïense stad Nikolajev (nu Mykolajiv) genaamd RLS "Doega" (radar "boog"). In 1971 begon het grondstation met haar gordijnantenne van 300 breed en 135 meter hoog met haar werk; het afspeuren van het Chinese luchtruim naar inkomende raketten. Een tweede en derde gordijnradar werden opgesteld bij Komsomolsk aan de Amoer (Doega-2 in 1982) en Pripjat (nu Prypjat; Doega-1 in 1985). De radarsystemen werden vooral bekend vanwege de tikkende ruis die ze veroorzaakten op de korte golf en die uitzendingen wereldwijd verstoorde. In het westen kreeg het systeem dan ook al snel de bijnaam "Russian Woodpecker" (Russische specht) en vanwege de kolossale afmetingen werden ze ook wel "Steel Yard" genoemd. Tegen het einde van de Koude Oorlog werden ze allemaal buiten dienst gesteld.
De OTH-radartechniek wordt al vele jaren gebruikt door meerdere landen. Zo gebruikt Australië het Jindalee Operational Radar Network (JORN) en heeft de NAVO een installatie op het eiland Cyprus. Zendstations voor OTH bevinden zich in Semey (Kazachstan; het voormalige Semipalatinsk, bediend door Rusland) en in Alaska (Verenigde Staten).

## Andere OTH-benaderingen
Er bestaan twee verschillende uitvoeringen:
- OTH-B (Over-The-Horizon Backscatter);
- OTH-SW (Over-The-Horizon Surface Wave).

OTH-B gebruikt daarbij meer de reflectie-eigenschappen van de ionosfeer, om zo reikwijdtes van meer dan 2000 kilometer te kunnen bereiken. Door het looptijdsonderscheid bij een interreflectie is dit concept echter onzuiver.
Een heel andere aanpak voor OTH-radar is het gebruik van kruipgolven (creeping waves) of elektromagnetische oppervlaktegolven op veel lagere frequenties. Kruipgolven vormen de verstrooiing in de achterzijde van een object als gevolg van diffractie, wat bijvoorbeeld de reden is voor het feit dat beide oren een geluid kunnen horen aan een zijde van het hoofd en wat de manier vormde waarop de eerste communicatie en radio-uitzendingen werden verzorgd. Vanuit de radar gezien buigen de kruipgolven om de Aarde zelf heen, hoewel het verwerken van het teruggekeerde signaal erg moeilijk is. Eind jaren 80 konden dergelijke systemen makkelijker worden ontworpen als gevolg van de snel groter wordende verwerkingskracht. Dergelijke systemen zijn bekend als OTH-SW (Surface Wave). OTH-SW maakt gebruik van de bodemgolf van de draagfrequentie, die zich aanpast aan de kromming van het aardoppervlak en daarmee meer exactere reikwijdtes mogelijk maakt, maar behaalt hiermee echter niet het bereik van OTH-B. Het eerste OTH-SW-systeem dat werd ingezet zou een Sovjetsysteem zijn, dat werd geplaatst voor het monitoren van verkeer over de Japanse Zee. Een nieuwer systeem bevindt zich in Canada, waar het wordt ingezet voor de kustwacht. Ook Australië heeft ook een High Frequency Surface Wave Radar opgezet.

## Eigenschappen
De sterke pulsvormige en breedbandige signalen van de OTH verstoren uitzendingen op de korte golf tussen 10 en 20 MHz over een groot gebied en voor een deel zelfs zeer hevig. In het radiotechnische spraakgebruik worden deze storingen vanwege het opvallende uitzendpatroon aangeduid met het Engelse "Woodpecker" ("specht"), vaak gereserveerd voor uitzendingen van de Doega-1, die plaatsvonden van 1976 tot 1989 en gebruik maakten van enorme arrays van 300 meter lang en 135 meter meter hoog. Momenteel worden nieuwere technologieën ingezet voor de OTH. De pulsfrequenties lijken vanwege de praktisch onveranderde geografische gegevenheden op die van de oude OTH-radarsystemen. Er wordt echter een ruismodulatie gebruikt. Zwaardere breedbandige storingen treden daardoor echter nog steeds op.
Deze voor radarapparatuur zeer lage frequenties zorgen ervoor dat de antennes zich over zeer grote lengtes moeten uitstrekken, om de gewenste diagrambreedte te kunnen bereiken, waardoor ze zich kunnen uitspreiden tot over meerdere kilometers. Ondanks de grootte wordt slechts een geringe hoekresolutie bereikt. Een mechanische draai van deze enorme antennes is uitgesloten en er worden dan ook vaak elektronische zwenkprocedures gebruikt (phased array).
De pulsfrequentie lag en ligt rond de 10 Hz, wat overeenkomt met een signaallooptijd van ongeveer 100 ms, een afstand van ongeveer 30.000 kilometer en daarmee een theoretische detectiereikwijdte van maximaal 15.000 kilometer.